# Барон Мюнхаузен
Карл Фридрих Йеронимус, Фрайхер фон Мюнхаузен (на немски: Karl Friedrich Hieronymus, Freiherr von Münchhausen) е немски барон, известна историческа личност и литературен герой.
Присъединява се към руската армия и служи там до 1750 г., най-вече в боевете с османците. Неговото име става нарицателно и се употребява за хора, които разказват невероятни истории и небивалици. Някои от историите му включват пътуване до Луната, изтегляне на самия себе си, като се хване за косата, изстрелването му от топ и други.